# Andreaea leiophylla
Andreaea leiophylla là một loài rêu trong họ Andreaeaceae. Loài này được Cardot ex G. Roth mô tả khoa học đầu tiên năm 1913.